# Dunsterforce
Creata nel 1917, la Dunsterforce fu un distaccamento militare alleato formato da circa un migliaio di soldati delle forze di occupazione della Mesopotamia, provenienti da diversi paesi dell'Impero britannico (Australia, Regno Unito, Canada e Nuova Zelanda). I veterani dell'unità avevano combattuto nella Campagna di Mesopotamia e nel fronte occidentale. La Dunsterforce era equipaggiata con autoblindo, dispiegate da Hamadan per circa 350 km attraverso la Persia fino alle coste del mar Caspio. L'unità doveva il suo nome al primo comandante, il generale Lionel Dunsterville.
Compito della Dunsterforce era doppio: da un lato tenere impegnati le truppe ottomane ed i loro alleati tedeschi compensando lo sbando dell'esercito zarista, dall'altro prevenire o bloccare la diffusione del contagio bolscevico verso Sud in Persia e verso l'India.
Inizialmente la sua manovra fu ritardata dai ribelli Jangali e dal faccia a faccia con un distaccamento di russi bolscevichi che aveva creato un Soviet presso Bandar-e Anzali (Enzeli). Dopo il ritiro dei bolscevichi dalla Persia fu quindi in grado di raggiungere via mare il porto di Baku sul mar Caspio, che era l'obiettivo primario della grande avanzata delle truppe ottomane dopo il collasso della Russia. Assediata a Baku assieme ai difensori armeni e russi bianchi, la Dunsterforce provò a resistere nella Battaglia di Baku del settembre 1918. Vedendo la situazione senza speranza, finì per ritirarsi via mare verso la Persia, lasciando i difensori armeni in balia dei turchi.